# Ray Cullen
Pour les articles homonymes, voir Cullen.
Ray Cullen (né le 20 septembre 1941 à Saint Catharines, en Ontario au Canada et mort le 14 mars 2021) est un joueur de hockey sur glace. Il évolue au poste de centre.

## Biographie

### Carrière de joueur

#### Ses débuts
Il fait ses débuts dans le club des Teepees de Saint Catharines, club école des Black Hawks de Chicago évoluant dans l'Ontario Hockey Association (OHA) lors de la saison 1958-1959, à l'âge de seize ans. Il évolue aux côtés de futurs joueurs de la Ligue nationale de hockey (LNH) tels que Stan Mikita, Chico Maki, Pat Stapleton, Wayne Hillman, Doug Robinson, Vic Hadfield et Denis DeJordy, ainsi que de George Harris qui lui connaîtra du succès dans l'Association mondiale de hockey (AMH). Les Teepees remporte leur second Trophée Hamilton Spectator en finissant premier de la saison régulière .
Lors de la saison 1959-1960, Stan Mikita, Wayne Hillman et Denis DeJordy quittent l'équipe, mais sont remplacés par des joueurs tels que Roger Crozier, John Brenneman et Murray Hall. Il termine la saison en étant le deuxième meilleur pointeur de son équipe ainsi que le meilleur buteur et 5e pointeur du championnat . Cette année là, il remporte avec son équipe les séries éliminatoires de l'OHA, gagnant ainsi la Coupe J.-Ross-Robertson, puis le Trophée George T. Richardson face aux Canadiens de Brockville et représente l'est du Canada à la Coupe Memorial qu'ils remportent également .
La saison suivante, l'équipe perd Chico Maki, Pat Stapleton et Vic Hadfield qui sont remplacés par Poul Popiel, Bill Speer, Dennis Hull et Doug Jarrett. L'entraineur Max Kaminsky doit se retirer après dix matchs, car il souffre d'un cancer. Sur le plan personnel, Ray finit 3e meilleur passeur de la ligue et 5e au classement des points.
En 1961-1962, les Teepees enregistre les départs de Murray Hall et de Doug Robinson et les remplacent par Phil Esposito, Jack Stanfield et Fred Stanfield. Après 9 matchs, ils échangent Georges Harris aux Royals de Guelph en retour de George Standing. Ray termine la saison en étant le 3e meilleur buteur de la ligue, le 5e meilleur passeur et le 4e au classement par points.
En 4 saisons avec les Teepees, Ray comptabilise 127 buts et 135 aides, pour un total de 262 points en 197 parties. Il est le meilleur buteur et compteur de l'histoire de la franchise.

#### Ligues mineures
Ray signe son premier contrat professionnel pour la saison 1962-1963 avec les Knights de Knoxville, une équipe évoluant dans la Eastern Hockey League (EHL). Fait cocasse, à l'époque la direction des Black Hawks ne voulait pas qu'il évolue dans cette ligue, jugée trop physique pour un jeune joueur aussi talentueux que Ray, cependant il a tenu tête à l'organisation et a apposé son nom au bas d'un contrat lui octroyant 5 500 $ .
Sous les ordres du joueur-entraineur Don Labelle, Ray va terminer 2e meilleur compteur de son équipe avec 109 points. Il termine 2e meilleur buteur du championnat et 5e au classement des points, ce qui lui vaut une place dans la première équipe d'étoile de la ligue, ainsi que d'être nommé joueur recrue de l'année.
En 1963-1964, il joue pour l'équipe des Braves de Saint-Louis, dans la toute nouvelle Ligue centrale professionnelle de hockey (LCPH). Il y retrouve d'anciens coéquipiers du temps des Teepees : Phil Esposito, John Brenneman, George Harris, Murray Hall, Poul Popiel et Denis DeJordy. Formant un trio détonnant avec John Brenneman et Alain Carron, ils seront tous trois nommés dans la première équipe d'étoile de la ligue, il va terminer 3e meilleur buteur du championnat, 3e passeur et 3e au classement des points.
Malgré deux bonnes saisons sur le plan offensive, Ray ne parvient pas à convaincre les dirigeants des Black Hawks de lui laisser sa chance en LNH. Pour la saison 1964-1965, il joue dans le club ferme des Bisons de Buffalo, évoluant dans la Ligue américaine de hockey (LAH). Il connait un succès instantané, marquant le but gagnant à son premier match et réalisant un tour du chapeau trois matchs plus tard. Il évolue sur une ligne de recrues, en compagnie d'Oscar Gaudet et de Jack Stanfield . Au terme de la saison, il reçoit le trophée Dudley-« Red »-Garrett le désignant comme étant la meilleure recrue de la ligue.

#### Ligue nationale de hockey
Le 4 juin 1965, les Black Hawks l'échange aux Rangers de New York. Il obtient un test de 8 matchs avec eux, au cours desquels il comptabilise un but et trois aides. Il est ensuite rétrogradé en LAH pour le reste de la saison, au sein de l'effectif des Clippers de Baltimore. Il y retrouve John Brenneman et Doug Robinson et malgré une saison compliquée, il finit 2e meilleur pointeur de son équipe.
Le 15 juin 1966, lors du repêchage Intra-Ligue, il est choisi par les Red Wings de Détroit. Alors qu'il semblait bien parti pour gagner sa place dans le contingent LNH, il se blesse pendant le camp de pré-saison, se fracturant la main en la coinçant dans les bandes. Il est alors en repos forcé pendant plus d'un mois. Il partage le reste de la saison entre les Hornets de Pittsburgh en LAH et les Red Wings. Lorsqu'il est aligné avec ces derniers, il a la chance de pivoter un trio formé par Alex Delvecchio et Gordie Howe.

##### Avec les North Stars du Minnesota
Le 6 juin 1967 a lieu le Repêchage d'expansion de la LNH, au cours duquel, Ray est sélectionné par les North Stars du Minnesota en 24e position au total, lors de la 4e ronde.
C'est avec cette équipe qu'il va parvenir à s'imposer dans la LNH. Lors de ses deux premières saisons sous l'uniforme des North Stars, il finit 2e meilleur pointeur de son équipe,. Lors de sa troisième saison, il décline un peu et finit 6e meilleur pointeur de son équipe.
Cette légère contre-performance lui vaut de ne pas être inscrit sur la liste des joueurs protégés pour le futur repêchage d'expansion. Le 10 juin 1970, il est sélectionné par les Canucks de Vancouver en 6e position au total, lors de la 1re ronde.
Avec les Norths Stars, il cumule 71 but pour 162 points en 208 matchs. Il occupe le 23e rang des buteurs de l'équipe, le 28e rang des pointeurs, alors qu'il n'occupe que le 58e rang pour les parties disputées.

##### Avec les Canucks de Vancouver
Il dispute la première saison de l'histoire de la franchise en LNH. Il aide beaucoup l'équipe grâce à son expérience et profite de beaucoup de temps de jeu en avantage numérique. Il termine la saison au 8e rang des pointeurs de son équipe. Mais pour la première fois de sa carrière, sa famille ne l'a pas suivi dans la ville où évolue son club. Il décide de mettre un terme à sa carrière à l'âge de 29 ans.

### Après carrière et vie privée
Après avoir rangé ses patins, Ray a rejoint son frère dans une entreprise de vente de voitures à London.
Il fait partie d'une grande famille de hockeyeurs :
- ses deux frères Brian et Barry ont tous deux aussi évoluer en LNH en plus de remporter la Coupe Calder
- John, l'un des fils de Barry a remporté le trophée Bill-Masterton de la LNH en 1998-1999
- Les petits-fils de Barry ont connu des destins bien différents : Joe a connu du succès en Europe, Mark a remporté la Coupe Calder et Matt a déjà 3 Coupe Stanley à son actif.

## Statistiques
| Saison     | Équipe                      | Ligue      |     | Saison régulière | Saison régulière | Saison régulière | Saison régulière | Saison régulière |    | Séries éliminatoires | Séries éliminatoires | Séries éliminatoires | Séries éliminatoires | Séries éliminatoires |
| Saison     | Équipe                      | Ligue      | PJ  | B                | A                | Pts              | Pun              | PJ               | B  | A                    | Pts                  | Pun                  |                      |                      |
| 1958-1959  | Teepees de Saint Catharines | OHA        | 54  | 19               | 14               | 33               | 46               | 7                | 1  | 1                    | 2                    | 0                    |                      |                      |
| 1959-1960  | Teepees de Saint Catharines | OHA        | 48  | 48               | 29               | 77               | 60               | 17               | 15 | 17                   | 32                   | 20                   |                      |                      |
| 1959-1960  | Teepees de Saint Catharines | M Cup      | -   | -                | -                | -                | -                | 14               | 13 | 11                   | 24                   | 24                   |                      |                      |
| 1960-1961  | Teepees de Saint Catharines | OHA        | 45  | 24               | 50               | 74               | 56               | 6                | 2  | 2                    | 4                    | 10                   |                      |                      |
| 1961-1962  | Teepees de Saint Catharines | OHA        | 50  | 36               | 42               | 78               | 63               | 6                | 4  | 2                    | 6                    | 0                    |                      |                      |
| 1962-1963  | Knights de Knoxville        | EHL        | 67  | 66               | 43               | 109              | 32               | 5                | 4  | 1                    | 5                    | 0                    |                      |                      |
| 1963-1964  | Braves de Saint-Louis       | LCPH       | 63  | 46               | 52               | 98               | 24               | -                | -  | -                    | -                    | -                    |                      |                      |
| 1964-1965  | Bisons de Buffalo           | LAH        | 70  | 28               | 36               | 64               | 18               | 9                | 3  | 6                    | 9                    | 17                   |                      |                      |
| 1965-1966  | Clippers de Baltimore       | LAH        | 63  | 27               | 46               | 73               | 40               | -                | -  | -                    | -                    | -                    |                      |                      |
| 1965-1966  | Rangers de New York         | LNH        | 8   | 1                | 3                | 4                | 0                | -                | -  | -                    | -                    | -                    |                      |                      |
| 1966-1967  | Hornets de Pittsburgh       | LAH        | 28  | 15               | 14               | 29               | 8                | -                | -  | -                    | -                    | -                    |                      |                      |
| 1966-1967  | Red Wings de Détroit        | LNH        | 27  | 8                | 8                | 16               | 8                | -                | -  | -                    | -                    | -                    |                      |                      |
| 1967-1968  | North Stars du Minnesota    | LNH        | 67  | 28               | 25               | 53               | 18               | 14               | 2  | 6                    | 8                    | 2                    |                      |                      |
| 1968-1969  | North Stars du Minnesota    | LNH        | 67  | 26               | 38               | 64               | 44               | -                | -  | -                    | -                    | -                    |                      |                      |
| 1969-1970  | North Stars du Minnesota    | LNH        | 74  | 17               | 28               | 45               | 8                | 6                | 1  | 4                    | 5                    | 0                    |                      |                      |
| 1970-1971  | Canucks de Vancouver        | LNH        | 70  | 12               | 21               | 33               | 42               | -                | -  | -                    | -                    | -                    |                      |                      |
| Totaux LNH | Totaux LNH                  | Totaux LNH | 313 | 92               | 123              | 215              | 120              | 20               | 3  | 10                   | 13                   | 2                    |                      |                      |

## Trophées et honneurs personnels

### Ontario Hockey Association (OHA)
- 1958-1959 :
  - Trophée Hamilton Spectator désignant l'équipe championne de la saison régulière[2]
- 1959-1960 :
  - meilleur buteur de la ligue (48 buts marqués)[4]
  - Coupe J.-Ross-Robertson désignant l'équipe championne des séries éliminatoires de l'OHA[5]

### Ligue canadienne de hockey (LCH)
- 1959-1960 :
  - Trophée George T. Richardson désignant l'équipe championne de l'Est du Canada, qualifié pour la coupe Memorial [6]
  - Coupe Memorial désignant l'équipe championne des ligues junior canadienne[7]

### Eastern Hockey League (EHL)
- 1962-1963 :
  - nommé dans la première équipe d'étoile de la ligue[17]
  - meilleur recrue[Note 1] de l'année[17]

### Ligue centrale professionnelle de hockey (LCPH)
- 1963-1964 :
  - nommé dans la première équipe d'étoile de la ligue[17]

### Ligue américaine de hockey (LAH)
- 1964-1965 :
  - Trophée Dudley-« Red »-Garrett (meilleure recrue de la ligue)[17]

## Transactions en carrière
- Le 4 juin 1965, les Black Hawks de Chicago l'échange aux Rangers de New York en compagnie de John McKenzie, en retour de Dick Meissner, Mel Pearson, Tracy Pratt et Dave Richardson[20].
- Le 15 juin 1966, il est sélectionné par les Red Wings de Détroit qui cède Bryan Campbell en retour aux Rangers de New York, lors du repêchage Intra-ligue[22].
- Le 6 juin 1967, il est sélectionné par les North Stars du Minnesota en 24e position au total, lors de la 4e ronde, lors du Repêchage d'expansion de la LNH[23]
- Le 10 juin 1970, il est sélectionné par les Canucks de Vancouver en 6e position au total, lors de la 1re ronde, lors du Repêchage d'expansion de la LNH[27]